# هولگر بروک
هولگر بروک (انگلیسی: Holger Brück؛ زادهٔ ۳۰ سپتامبر ۱۹۴۷) بازیکن فوتبال اهل آلمان است.
از باشگاه‌هایی که در آن بازی کرده‌است می‌توان به باشگاه فوتبال هرتابرلین اشاره کرد.